# (346886) Middelburg
Pour les articles homonymes, voir Middelburg.
(346886) Middelburg est un astéroïde de la ceinture principale de la famille de Hungaria.

## Description
(346886) Middelburg est un astéroïde de la ceinture principale, de la famille de Hungaria. Il présente une orbite caractérisée par un demi-grand axe de 1,91 UA, une excentricité de 0,10 et une inclinaison de 19,5° par rapport à l'écliptique.
Il est nommé d'après Middelbourg (Middelburg en néerlandais), commune et ville néerlandaise située dans l'ancienne île de Walcheren sur le canal de Walcheren. Chef-lieu de la province de Zélande, la ville compte 46554 habitants.

## Compléments